# Campylaspis legendrei
Campylaspis legendrei is een zeekommasoort uit de familie van de Nannastacidae. De wetenschappelijke naam van de soort is voor het eerst geldig gepubliceerd in 1951 door Fage.